# Cunene (provins)
Cunene er en provins i Angola. Den har et areal på 87.342 km2
og et befolkningstal på 990.087 (2014) indbyggere. Ondjiva er hovedbyen i provinsen.
Cunene ligger nord for Cunenefloden-floden som udgør grænsen mellem Angola og Namibia.

## Eksterne links
- angola.org.uk Arkiveret 13. februar 2008 hos  Wayback Machine
- Den amerikanske styremagts statistik fra 1988

16°42′S 16°03′Ø / 16.7°S 16.05°Ø